# 루이조제프 파피노
루이조제프 파피노(프랑스어: Louis-Joseph Papineau, 1783년 10월 3일 ~ 1871년 9월 23일)는 캐나다의 정치인이자, 법조인으로 로어캐나다 항쟁을 주도한 인물 중의 한 사람이다.

## 생애
파피노는 1783년에 몬트리올에서 태어났고, 변호사 자격증을 취득한 후, 법조인으로 활동했다. 그러던 중인 1820년에 파피노는 로어캐나다 의회의 의장으로 선출되어 정치인으로서의 경력을 시작하였고, 1837년에는 미국 독립전쟁 당시에 미국에서 결성되었던 동명의 단체에서 이름을 딴 자유의 아들들을 결성하고 이에 가담한 로어캐나다의 정치인인 조르주에티엔 카르티에와 함께 프랑스계 캐나다인들의 독립운동인 로어캐나다 항쟁을 주도하였다. 그러나, 결국 반란이 영국군에 의해 진압되면서 카르티에와 파피노는 함께 미국의 버몬트주로 망명하였고, 1845년에야 캐나다로 돌아올 수 있었다. 1848년에는 새로이 결성된 캐나다 의회의 의원이 되어 캐나다 정계로 복귀하였고, 미국과 프랑스의 공화정 체제에 감명을 받아 캐나다의 공화주의 운동을 주도하기도 하였다. 1871년에 퀘벡주 몬테벨로에 있는 자택에서 사망하였다.